# Lopered
Lopered är by i Torups socken, Hylte kommun.
Lopered ligger i Nissaåns dalgång. Byns marker genomkorsas både av Nissastigen och järnvägslinjen Torup–Hyltebruk. På avsatsen ned mot Nissan finns avsatser med fossil åker, och i  anslutning till denna en rund stensättning med en stenkista i mitten, som tolkats som en hällkista. Lopered har varit frälsejord och lytt under Fröslida. Byn bestod av tre gårdar och på ägorna låg även tre torp. Byn har aldrig skiftats. Flera äldre byggnader finns ännu kvar i byn, bland annat en långloftsstuga från slutet av 1800-talet och ett annat bostadshus från början av 1900-talet. Länsstyrelsen i Hallands län klassade 2019 området som ett riksintresse för kulturmiljövården.